# Stateira (fille de Darius)
Pour les articles homonymes, voir Stateira.
Stateira ou Statira (en grec ancien Στάτειρα / Stateira), appelée d'abord Barsine, est une princesse perse de la dynastie des Achéménides. Elle est la fille aînée de Darius III et de Stateira. Elle épouse Alexandre le Grand en 324 av. J.-C. lors des noces de Suse. Elle est assassinée en 323 sur ordre de Roxane, la première épouse d'Alexandre.

## Origines
Stateira est la fille ainée de Darius III et de Stateira. Sa date de naissance est inconnue mais elle est en âge de se marier en 333 av. J.-C. Ses deux parents sont fréquemment décrits par les sources comme étant beaux. L'historien britannique William Woodthorpe Tarn en vient à supposer que Stateira est « suffisamment belle » pour qu'elle soit décrite comme une belle princesse[réf. nécessaire].
Stateira s'appelle d'abord Barsine ; mais elle ne doit pas être confondue avec Barsine, fille d'Artabaze, épouse de Memnon de Rhodes et concubine d'Alexandre, dont elle a un fils, Héraclès. Lorsqu'elle épouse Alexandre en 324, elle prend le nom de sa mère comme c'est la coutume chez les Perses.

## Biographie
Après les premiers succès de la conquête macédonienne, Stateira est offerte en mariage à Alexandre par son père avec en dot tous les pays à l'ouest de l'Euphrate, à condition qu'Alexandre ne dépasse pas l'Halys. Cependant, Alexandre refuse l'offre et la princesse est élevée à Suse comme une princesse achéménide.
En 333 av. J.-C., après la bataille d'Issos, elle tombe entre les mains d'Alexandre, avec sa mère, sa sœur Drypétis et son frère de cinq ans Ochos, tout en recevant les honneurs qui lui sont dus. Lors des noces de Suse, célébrées en février 324, elle épouse Alexandre, tandis que ses généraux épousent les femmes de la noblesse perse et mède. Il s'agit avant tout d'un acte politique qui vise à terme à une fusion des élites gréco-macédoniennes et perses afin d'assurer la pérennité de l'empire.
Alexandre meurt en 323 av. J.-C., sa première épouse Roxane se lie à Perdiccas, un général d’Alexandre le Grand, pour tuer Stateira, afin d’éliminer toute rivale qui menacerait sa position. En effet, Stateira est peut-être enceinte et représente donc un danger pour Roxane. Stateira est donc étranglée sur ordre de Roxane. 
Selon le récit de Plutarque, la sœur de Stateira, Drypetis, a été tuée en même temps. Cependant Carney pense que Plutarque s’est trompé et que c’est en réalité Parysatis qui est mort avec Stateira. 

## Dans l'art

### Œuvres littéraires et musicales
L'histoire de Stateira a inspiré les artistes baroques, qui en ont fait le sujet de leurs œuvres :
- La Statira (Statira principessa di Persia), opéra de Francesco Cavalli, 1655 ;
- The Rival Queens, tragédie de John Dryden, 1677 ;
- Statira, tragédie de Nicolas Pradon, 1679 ;
- La Statira, opéra d’Alessandro Scarlatti, 1690 ;
- La Statira, opéra de Tomaso Albinoni, sur un livret d'Apostolo Zeno et de Pietro Pariati, 1726.

### À la télévision
Dans la série télévisée Alexandre le Grand : Au rang des dieux, diffusée en 2024 sur la plateforme Netflix, Barsine est incarnée par Nada El Belkasmi,.

### Au cinéma
Dans le film Alexandre d'Oliver Stone, sorti en 2004, Stateira est interprétée par Annelise Hesme.